# ワーキング・タイトル・フィルムズ
ワーキング・タイトル・フィルムズ（Working Title Films）は、イギリス・ロンドンを拠点とする映画製作会社である。1983年にティム・ビーヴァンとサラ・ラドクリフによって設立された。2011年現在は、ビーヴァンとエリック・フェルナーが共同で所有している。

## 会社概要
ワーキング・タイトル・フィルムズは1983年にプロデューサーのティム・ビーヴァンとサラ・ラドクリフが設立した。1992年、ポリグラムがワーキング・タイトルの後援企業となった。ラドクリフがワーキング・タイトルを離れた後、インディペンデント映画のプロデューサーであるエリック・フェルナーが入社した。会社はポリグラムのロンドン拠点の製作会社であるポリグラム・フィルムド・エンターテインメントのために多数の映画を製作した。アングロ・ダッチ系の映画スタジオであるポリグラム・フィルムズはメジャー・ハリウッドと競いあうようになった。1999年、ポリグラムはシーグラムに買収され、MCAミュージック・エンターテインメントと合併し、ユニバーサル ミュージック グループを形成した。ポリグラム・フィルムは合併し、1999年にユニバーサル・ピクチャーズに買収された。
ワーキング・タイトルは最高3500万ドルの予算内であらゆる映画の製作を許可されているが、実際にはまずスタジオ幹部のビーヴァンとフェルナーが親会社のNBCユニバーサルに相談する。ワーキング・タイトルはロンドンを拠点とし、少数の従業員を雇っている。また同社はロサンゼルスやアイルランドにもオフィスを構えている。

### WT2プロダクションズ
1999年、ビーヴァンとフェルナーはワーキング・タイトル2・プロダクションズ（通称: WT2）という名の子会社を立ち上げた。同社はナターシャ・ワートンが運営する自主映画の製作会社であり、これまでに『リトル・ダンサー』、『ショーン・オブ・ザ・デッド』、『チャンピオン 明日へのタイトルマッチ』などを製作した。